# 플레이스테이션 3 시스템 소프트웨어
플레이스테이션 3 시스템 소프트웨어(PlayStation 3 system software)는 플레이스테이션 3의 업데이트 가능한 펌웨어 및 운영 체제이다. 플레이스테이션 3용으로 소니가 사용하는 기반 운영 체제는 셀OS라 불리는 FreeBSD와 NetBSD의 포크이다. 크로스미디어바를 그래픽 셸로 사용한다.
업데이트 과정은 플레이스테이션 포터블, 플레이스테이션 비타, 플레이스테이션 4의 것과 거의 유사하다. 소프트웨어는 플레이스테이션 3에서 직접 업데이트를 다운로드하거나 사용자의 로컬 공식 플레이스테이션 웹사이트로부터 PC로 다운로드하여 USB 스토리지 장치를 이용, 플레이스테이션 3에 전송하거나 업데이트 데이터를 담고있는 게임 디스크를 통해 업데이트를 설치할 수 있다.
최초의 슬림 PS3 SKU(Stock-keeping unit)는 새 기능을 갖춘 고유한 펌웨어를 장착하였으며 버전 3.00에서도 볼 수 있다.

## 같이 보기
- 로케이션프리 플레이어
- 크로스미디어바
- 플레이스테이션 포터블 시스템 소프트웨어
- 닌텐도 스위치 시스템 소프트웨어